# Spitzmaulnashorn
Das Spitzmaulnashorn (Diceros bicornis), auch Spitzlippennashorn oder seltener Schwarzes Nashorn genannt, ist eine Säugetierart aus der Familie der Nashörner (Rhinocerotidae). Es ist neben dem etwas größeren Breitmaulnashorn (Ceratotherium simum) eine der beiden Nashornarten des afrikanischen Kontinents. Die bis zu 1.400 Kilogramm schweren Tiere sind Bewohner der Savannen und offenen Landschaften und heute unter anderem in Ost- und Südafrika zu finden. Dort ernähren sie sich überwiegend von weicher Pflanzenkost, dabei meist von verschiedenen Akazienarten. Als Einzelgänger leben sie in bis zu 40 km² großen Territorien. Ein weibliches Tier bringt, wie bei allen Nashörnern üblich, pro Wurf nur ein Junges zur Welt, das bis zu zwei Jahre gesäugt wird. Der Ursprung des Spitzmaulnashorns liegt in Afrika und reicht bis zu 17 Millionen Jahre zurück; nahe Verwandte der Nashornart kamen während ihrer Stammesgeschichte auch in Ostasien vor. Die Hörner dieser Nashornart sind so begehrt, dass sie durch Wilderei und illegalen Handel vom Aussterben bedroht ist.

## Merkmale

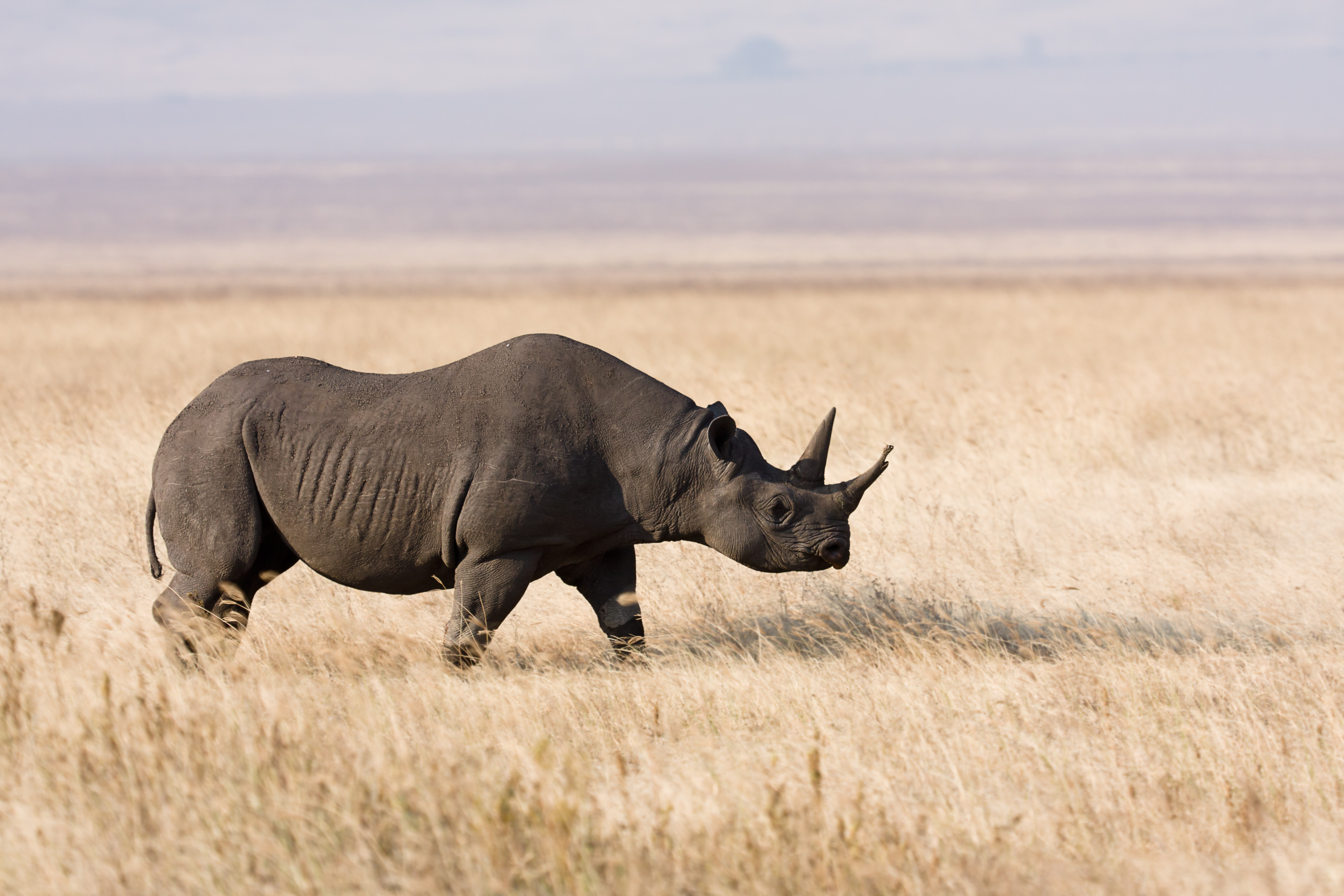
Spitzmaulnashorn im Ngorongoro-Krater in Tansania.

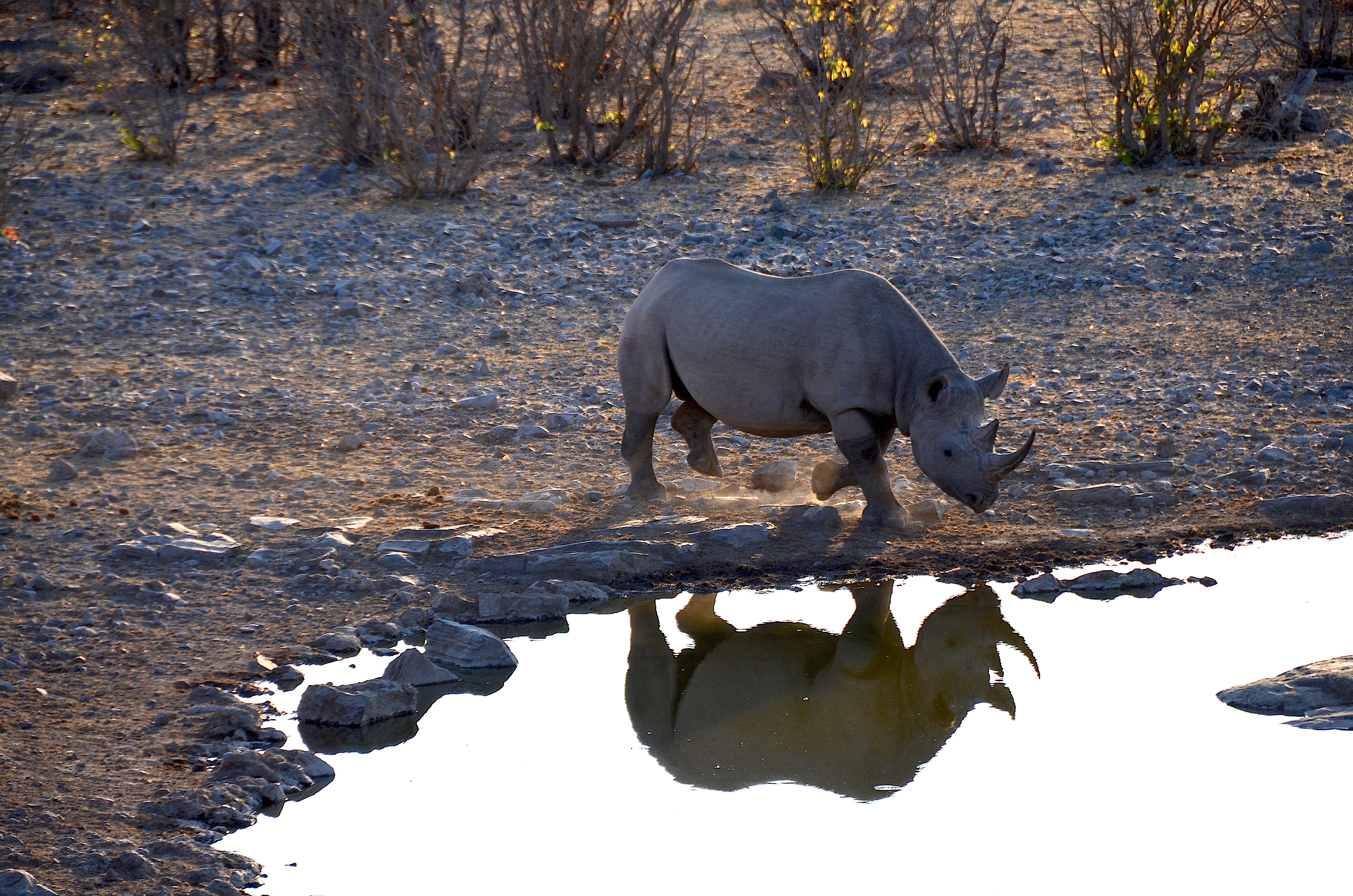
Spitzmaulnashorn an der Halali Wasserstelle im Etosha-Nationalpark

### Allgemein
Das Spitzmaulnashorn erreicht eine Kopf-Rumpf-Länge von bis zu 350 cm – hinzu kommt noch ein bis zu 70 cm langer Schwanz. Die Schulterhöhe beträgt um die 160 cm. Das Gewicht variiert zwischen den Geschlechtern: Kühe werden in der Regel bis zu 900 kg schwer, während Bullen bis zu 1,4 t wiegen können. Damit ist es die kleinere der beiden afrikanischen Nashornarten. Allgemein haben sie einen robusten Körperbau mit kräftigen, kurzen Beinen. Diese enden wie bei allen heutigen Nashörnern in drei Zehen, wobei die Vorderfüße deutlich größer als die Hinterfüße sind. Die Rückenlinie weist ein leichtes Hohlkreuz auf. Markantestes Kennzeichen des Spitzmaulnashornes sind seine beiden Hörner, von denen das vordere größere auf der Nase (Nasalhorn) und das hintere kleinere auf der Stirn (Frontalhorn) sitzt.
Die Farbe der Haut des Spitzmaulnashorns ist überwiegend grau, kann aber auch einen gelblich-braunen bis dunkelbraunen Farbton annehmen, je nach Intensität der Sonneneinstrahlung. Dabei ist die Haut im Bereich des Bauches etwas heller gefärbt. Die Haut weist keine Falten auf mit Ausnahme am Ellenbogen und Knie sowie am Nacken hinter den Ohren. An den Körperseiten bilden sich teils rippenähnliche Falten. Des Weiteren ist das Spitzmaulnashorn fast vollständig unbehaart, nur an den Ohren, den oberen und unteren Augenlidern und an der Schwanzspitze befinden sich Haaransätze. Ein deutliches Unterscheidungsmerkmal zum Breitmaulnashorn (Ceratotherium simum), der nächstverwandten Art, ist die namensgebende fingerförmige spitze Oberlippe, mit der das Spitzmaulnashorn Blätter und Zweige von Büschen zupft.

### Schädel und Gebissmerkmale

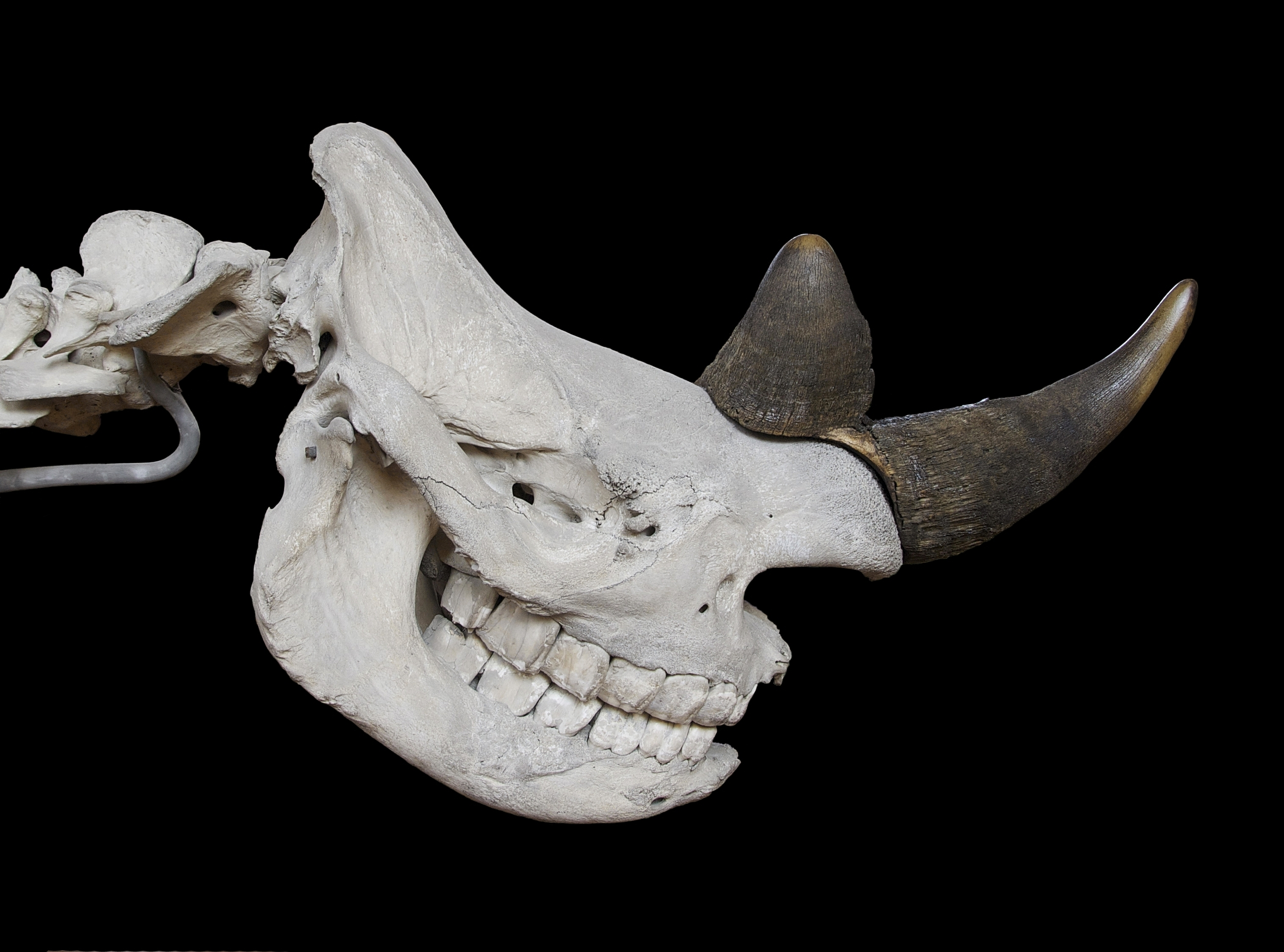
Diceros bicornis, Schädel.
Muséum National d’Histoire Naturelle, Paris

Der Schädel des Spitzmaulnashorns ist sehr robust und kurz sowie breit. Er weist Längen zwischen 55 und 70 cm auf. Das Hinterhaupt ist kurz und eher rechtwinklig geformt, was dazu führte, dass das Tier seinen Kopf deutlich aufrecht hält. Das unterscheidet es charakteristisch vom Breitmaulnashorn, welches aufgrund seines verlängerten Hinterhauptes eine sehr tiefe Kopfhaltung besitzt. Die waagerechte bis leicht schräge Kopfhaltung ist eher ähnlich den asiatischen Nashörnern, die aber teilweise eine noch höhere Kopfhaltung haben. Durch die hohe Kopfhaltung ist das Kopf-Rückenprofil des Spitzmaulnashorns nicht so deutlich gebogen wie beim Breitmaulnashorn, dessen gesenkter Kopf und hoher Nackenbuckel ein wesentlich gewölbteres Profil aufzeigt.
Im normalen Gebiss des Spitzmaulnashorns ist die vordere Bezahnung reduziert, so dass die Schneidezähne und der Eckzahn fehlen oder gelegentlich nur als rudimentäre Stummel ausgebildet sind. Erwachsene Tiere besitzen folgende Zahnformel: {\displaystyle {\frac {0.0.4.3.}{0.0.4.3.}}}. Dabei gibt es aber auch natürliche Variationen, bei denen der erste Prämolar nicht ausgebildet ist, während die Anzahl der Molaren weitgehend konstant bleibt. Häufig fehlt der erste Vorbackenzahn im Unterkiefer, seltener im Oberkiefer und noch seltener in beiden. Die Zähne besitzen eine niedrige bis moderat hohe Zahnkrone.

### Hörner

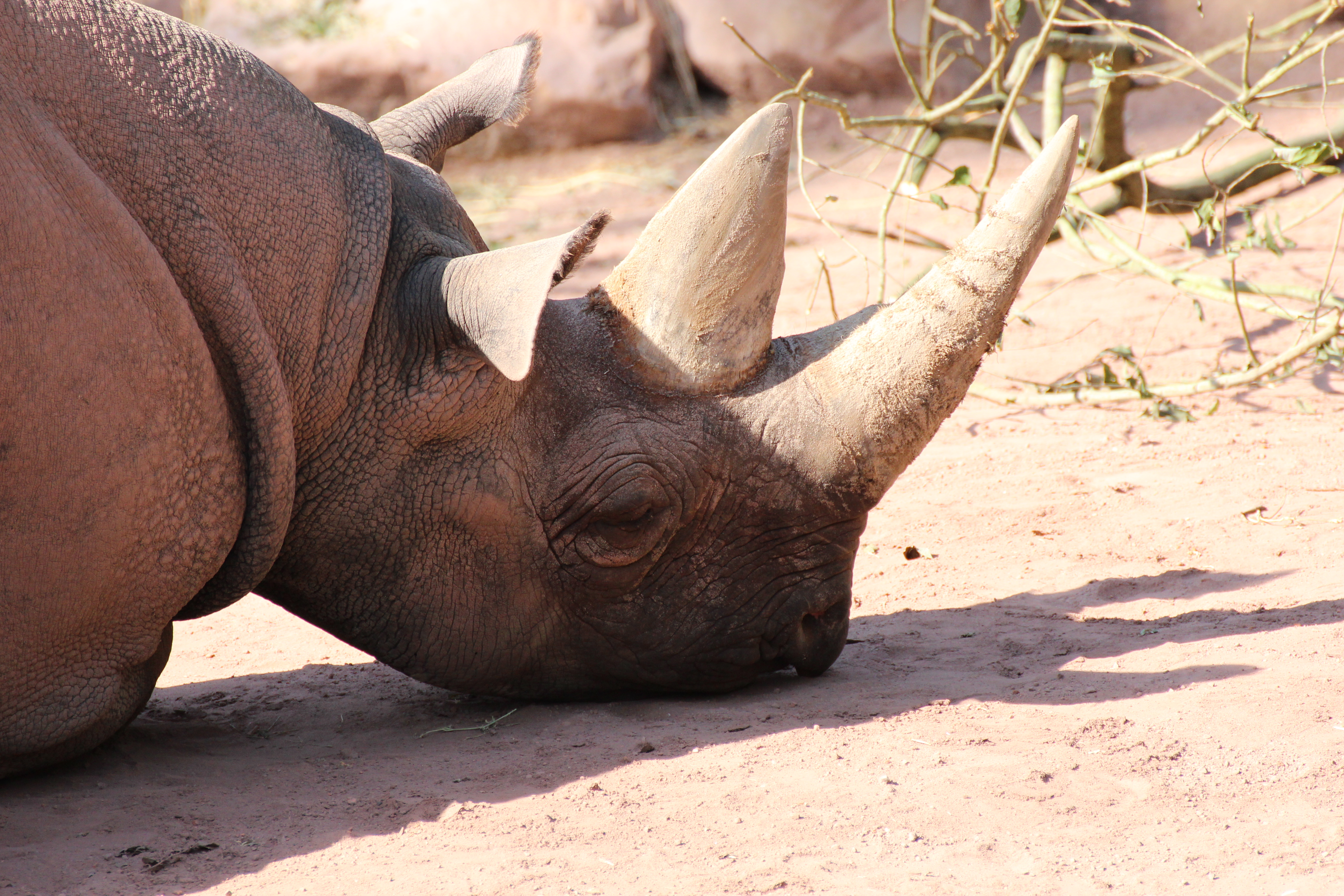
Nahansicht des Kopfes eines Spitzmaulnashorns, Zoo Hannover

Das Nasalhorn ist normalerweise das größere der beiden Hörner und wird im Durchschnitt 50 cm, in seltenen Fällen über 1 m lang. Das längste jemals dokumentierte Horn eines Spitzmaulnashorns maß 138 cm (gemessen über die vordere Krümmung). Das hintere Horn (Frontalhorn) ist meist kleiner, kann unter Umständen aber auch eine Länge von bis zu 50 cm aufweisen. Weibliche Tiere haben im höheren Alter häufig ein größeres Frontalhorn. Gelegentlich gibt es Ansätze für ein drittes Horn auf der Stirn. Die Hörner, welche aus Keratin bestehen und aus tausenden fadenartig geformten Strängen (sogenannten Filamenten) geformt sind, welche ihnen eine hohe Festigkeit geben, wachsen kontinuierlich während der gesamten Lebenszeit des Tieres. Dabei kann die monatliche Zuwachsrate bis zu 0,7 cm betragen. Das Hornwachstum wird aber durch ein ständiges Reiben am Untergrund, an Baumstämmen oder Felsen teilweise wieder ausgeglichen und liegt dann in sehr aktiven Zeiten teilweise nur bei 0,2 cm pro Monat.
Aufgrund der aktiven Nutzung der Hörner, hauptsächlich des vorderen, treten an ihnen sehr markante Abriebspuren auf, die bei jedem Tier einen individuellen Charakter tragen, was Form und Lage betrifft. Weiterhin haben diese Abriebe auch Einfluss auf die Form der Hörner, welche allerdings auch weitgehend durch das Geschlecht bestimmt wird. Bullen besitzen meist sehr klobige breite Hörner, Kühe weisen dagegen wesentlich schmalere auf und können durchaus sehr lang werden. Weiterhin können die Hörner infolge traumatischer Ereignisse, wie Rivalenkämpfe oder Kollisionen, auch abbrechen, wachsen aber teilweise auch wieder nach.

### Sinnesleistungen und Lautäußerungen
Wie alle Nashörner hat auch das Spitzmaulnashorn ein schlechtes Sehvermögen, das nicht weiter als bis 30 m reicht. Bewegungen werden auf kürzerer Distanz aber deutlicher wahrgenommen. Dagegen ist der Hör- und Geruchssinn sehr gut ausgeprägt. Alarmierte oder nervöse Tiere stoßen ein Schnauben aus, das drei- oder viermal wiederholt wird. Ein hochklingendes Jaulen oder Pfeifen benutzen Kälber, um das Muttertier auf sich aufmerksam zu machen. Es wird aber auch von einem paarungsbereiten Bullen gegenüber einer Kuh geäußert und zusätzlich oder allgemein bei Schmerzen und Leiden. Ein seufzerartiger Laut dient dem Muttertier dazu, das Kalb zu rufen, kann möglicherweise aber auch bei einer freudigen Erwartung ausgestoßen werden.

## Verbreitung und Lebensraum

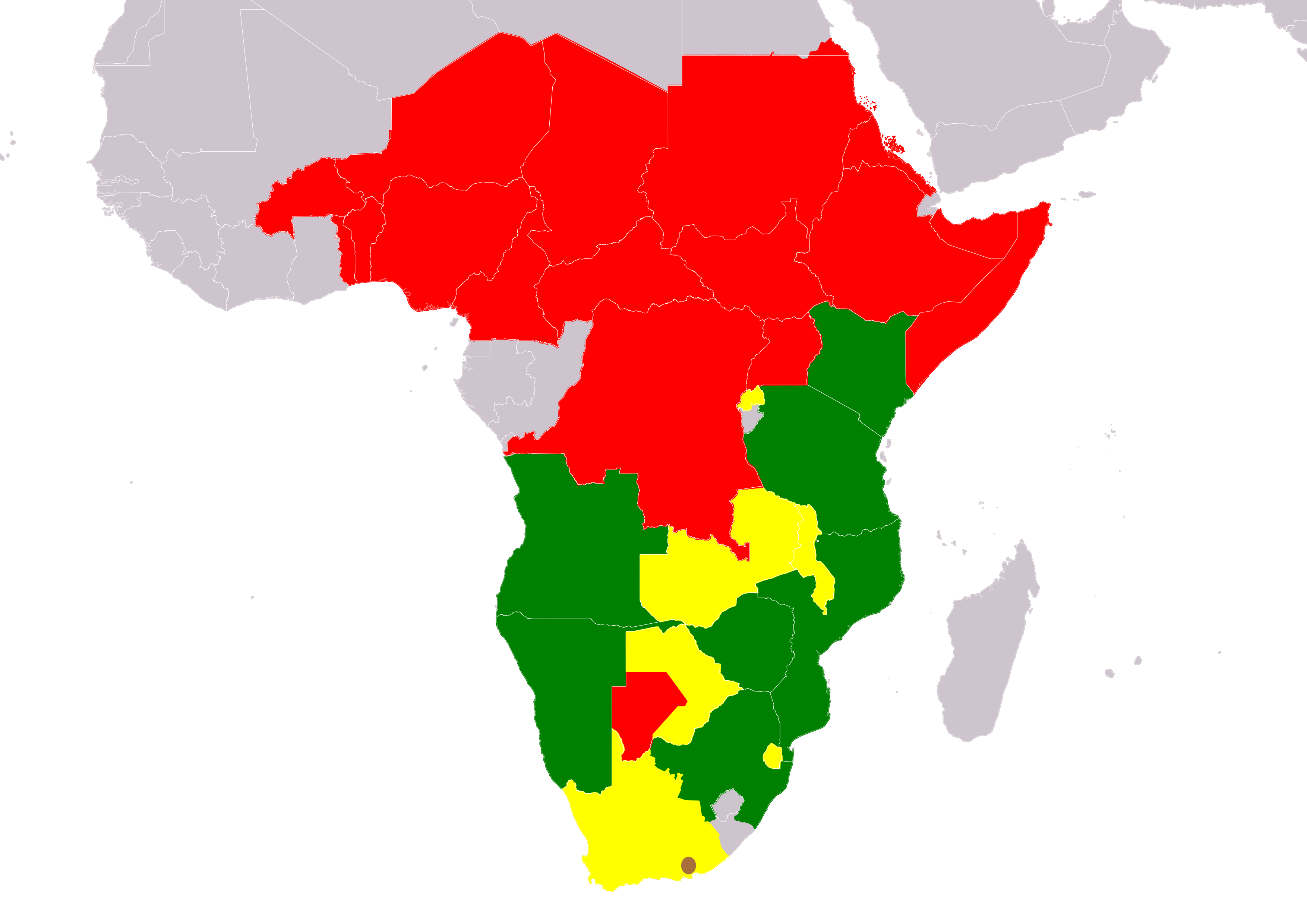
Verbreitung des Spitzmaulnashorns:
Ganzjähriges Vorkommen
Population erloschen
Wiederansiedlungsgebiete
Assistierte Kolonisation (Ganzjähriges Vorkommen)

Einst war das Spitzmaulnashorn über weite Teile des afrikanischen Kontinents südlich der Sahara verbreitet; es war damit immer viel weiter verbreitet als das Breitmaulnashorn. Das Spitzmaulnashorn lebt überwiegend in Regionen, in denen eine hohe Anzahl an Gehölzpflanzen oder krautiger Vegetation vorkommt. Dadurch schließt sein Lebensraum nicht nur offene Wälder, Waldlandschaften oder Savannen ein, sondern auch Halbwüstenkräuter oder subalpine Heidelandschaften. Die Besiedlungsdichte ist dabei abhängig vom Angebot an Nahrung. Sie kann in Gebieten mit reicher Vegetation und einem hohen Nahrungsangebot bei einem Tier je Quadratkilometer liegen, während in Halbwüsten wie Kunene in Namibia nur ein Tier auf 100 Quadratkilometer kommt.
Heute werden acht Unterarten des Spitzmaulnashorns anerkannt, deren regionale Verbreitung teilweise aber stark begrenzt ist; fünf dieser Unterarten gelten als erloschen. Die östliche Unterart (D. b. michaeli) lebt heute in Kenia und Tansania, während die südwestliche (D. b. occidentalis) weitgehend auf Namibia beschränkt ist, einige Individuen aber auch nach Südafrika wechseln. Das Südzentralafrikanische Spitzmaulnashorn (D. b. minor) ist heute die häufigste Unterart und kommt vor allem in Südafrika, Simbabwe, Eswatini und teilweise auch im südlichen Tansania vor. Einige Tiere aus Südafrika wurden in Sambia, Ruanda, Botswana und Malawi wieder eingeführt, nachdem es dort bereits ausgerottet worden war. Die Unterart des westlichen Spitzmaulnashorns (D. b. longipes) war im westlichen Afrika vom südwestlichen Tschad über die Zentralafrikanische Republik bis nach Nigeria verbreitet, sie umfasste zuletzt aber nur wenige Individuen und wurde zuletzt 1996 in Kamerun gesichtet. Höchstwahrscheinlich ist sie neueren Berichten zufolge ausgestorben.

## Lebensweise

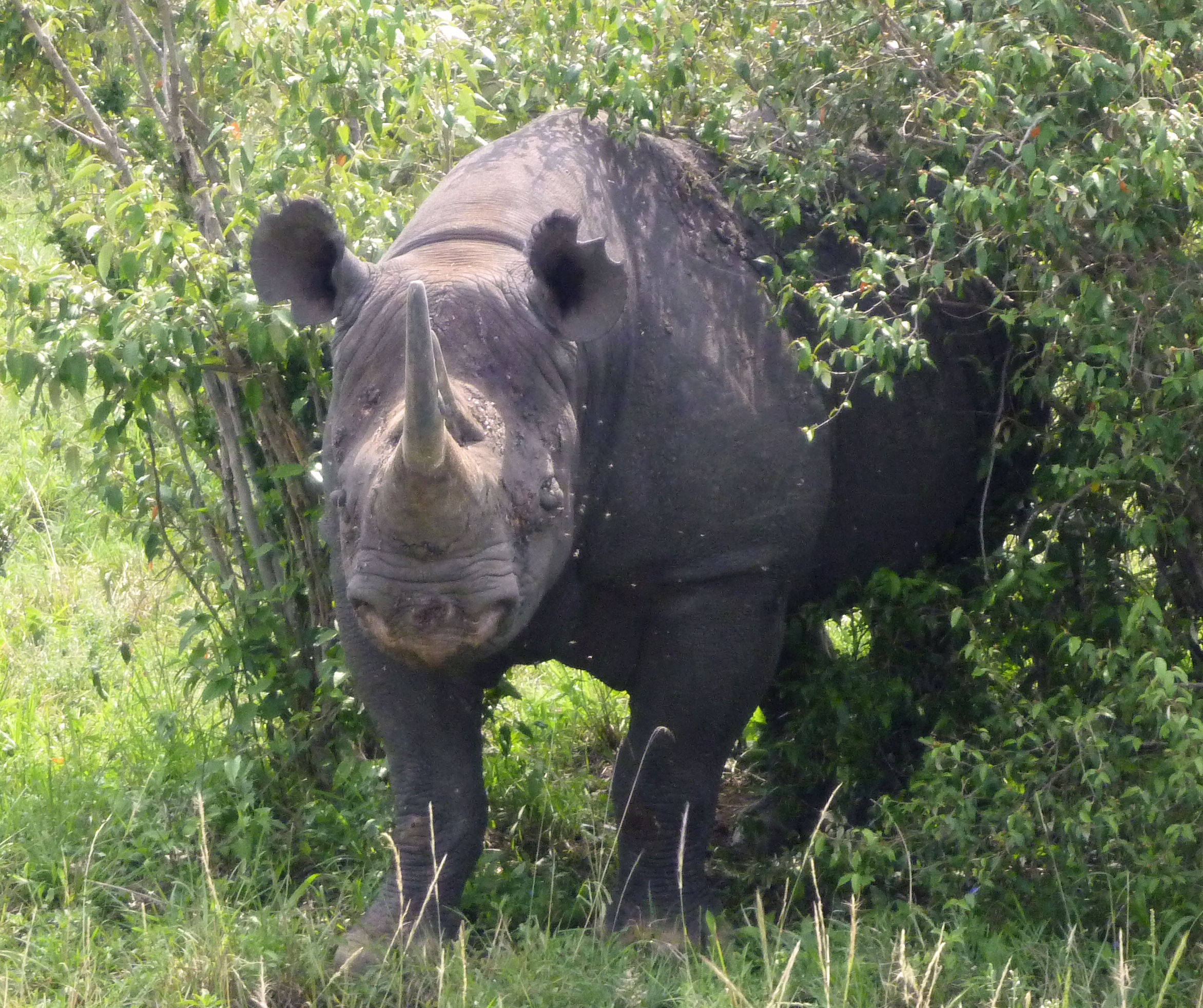
Spitzmaulnashorn in seinem natürlichen Umfeld in der Massai Mara, Kenia

### Territorialverhalten
Das Spitzmaulnashorn ist ein Einzelgänger. Es ähnelt in dem Verhalten den asiatischen Nashornarten, unterscheidet sich aber vom Breitmaulnashorn, bei dem die Kühe mit ihrem Nachwuchs unterschiedlicher Generationen kleinere Verbände bilden. Unter Bullen gibt es dominante und weniger dominante oder untergeordnete Tiere, wobei letztere meist subadulte Jungbullen sind, die erst ein eigenes Territorium finden müssen, oder Altbullen, die auf kleinere Areale zurückgedrängt wurden. In diesen Lebensphasen besteht die höchste Gefahr, bei Territorialkämpfen mit dominanten Bullen verletzt oder gar getötet zu werden. Die Größe der Reviere ist abhängig vom Nahrungs- und Wasserangebot und kann zwischen 6 und 40 km² umfassen; eine Wasserstelle sollte in weniger als 10 km Entfernung vorhanden sein. Sie enthalten aber auch mehrere Schlafstellen, wobei das Spitzmaulnashorn bis zu dreieinhalb Stunden seitlich liegend schläft. Allerdings ist die Schlafphase bei Kühen deutlich kürzer, findet bei beiden Geschlechtern aber nachts statt. Reviere dominanter Bullen sind strikt getrennt, während sich bei Kühen die Territorialränder überlappen können. Das Spitzmaulnashorn markiert sein Revier, indem es Urin gezielt an Büsche verspritzt, Bullen wesentlich häufiger als Kühe. Weiterhin verteilen sie ihren Dung an die Revierränder und scharren es zu länglichen Grenzmarkierungen zusammen oder produzieren Kothaufen. Der Haufen ist umso größer, je dominanter der Bulle ist.
Die normale Fortbewegungsart des Spitzmaulnashorns ist der Trab. Wird es jedoch aufgeschreckt oder gestört, reagiert es schnell und versucht die Quelle ausfindig zu machen, wobei sein Sehvermögen es dabei stark behindert. Meist läuft es in die Richtung des Ursprungs. Häufig wird dann eine Drohhaltung mit erhobenem Kopf und aufgerichtetem Schwanz eingenommen. Ein aggressives oder wütendes Spitzmaulnashorn kann sehr schnell rennen und erreicht Geschwindigkeiten von über 50 km/h. Dabei vermag das Tier die jeweilige Richtung sehr schnell zu ändern und überrennt auch Hindernisse, wie beispielsweise Büsche. In dieser Phase ist der Kopf meist sehr stark gesenkt, so dass die Hörner als Waffe eingesetzt werden können.

### Ernährungsweise
Das Spitzmaulnashorn bevorzugt weiche Pflanzennahrung (browsing) wie Blätter, Zweige, Äste, Rinde und Dornen, die mit der fingerförmigen Oberlippe gegriffen, zwischen die Kiefer geführt und mit den Backenzähnen abgetrennt werden. Sie hinterlassen dabei typische Bissmuster, die sich von anderen Pflanzenfressern durch einen geraden Schnitt abheben („Rosenscherentyp“). Zu den am häufigsten verspeisten Pflanzen gehören die verschiedenen Akazienarten (Acacia), die gut ein Drittel der Nahrungsgrundlage ausmachen. Das Nahrungsspektrum ist aber wesentlich größer und umfasst dabei mehr als 100 Pflanzenarten, die in Abhängigkeit von Landschafts- und Klimabedingungen aufgenommen werden. Zu den wichtigsten zählen unter anderem Tamboti (Spirostachys africana), Kapern (Capparis) und Hibiskus (Hibiscus). Gras wird dagegen nur zufällig beim Grasen nach Kräutern aufgenommen, wobei grünes, saftiges Gras unter Umständen auch verzehrt wird. Nur bei Nahrungsknappheit frisst das Spitzmaulnashorn auch größere Mengen Gras. Wasser trinkt ein Spitzmaulnashorn meist täglich, es kann aber auch mehrere Tage ohne Wasser auskommen. Lange Dürrezeiten führen jedoch zum Tod des Tieres. Sind dann Wasserquellen am Versiegen, versucht das Spitzmaulnashorn diese mit den Füßen frei zu scharren. Das Spitzmaulnashorn ist hauptsächlich in der Dämmerung und nachts aktiv, tagsüber ruht oder schläft es im Schatten oder nimmt Schlammbäder.

### Fortpflanzung

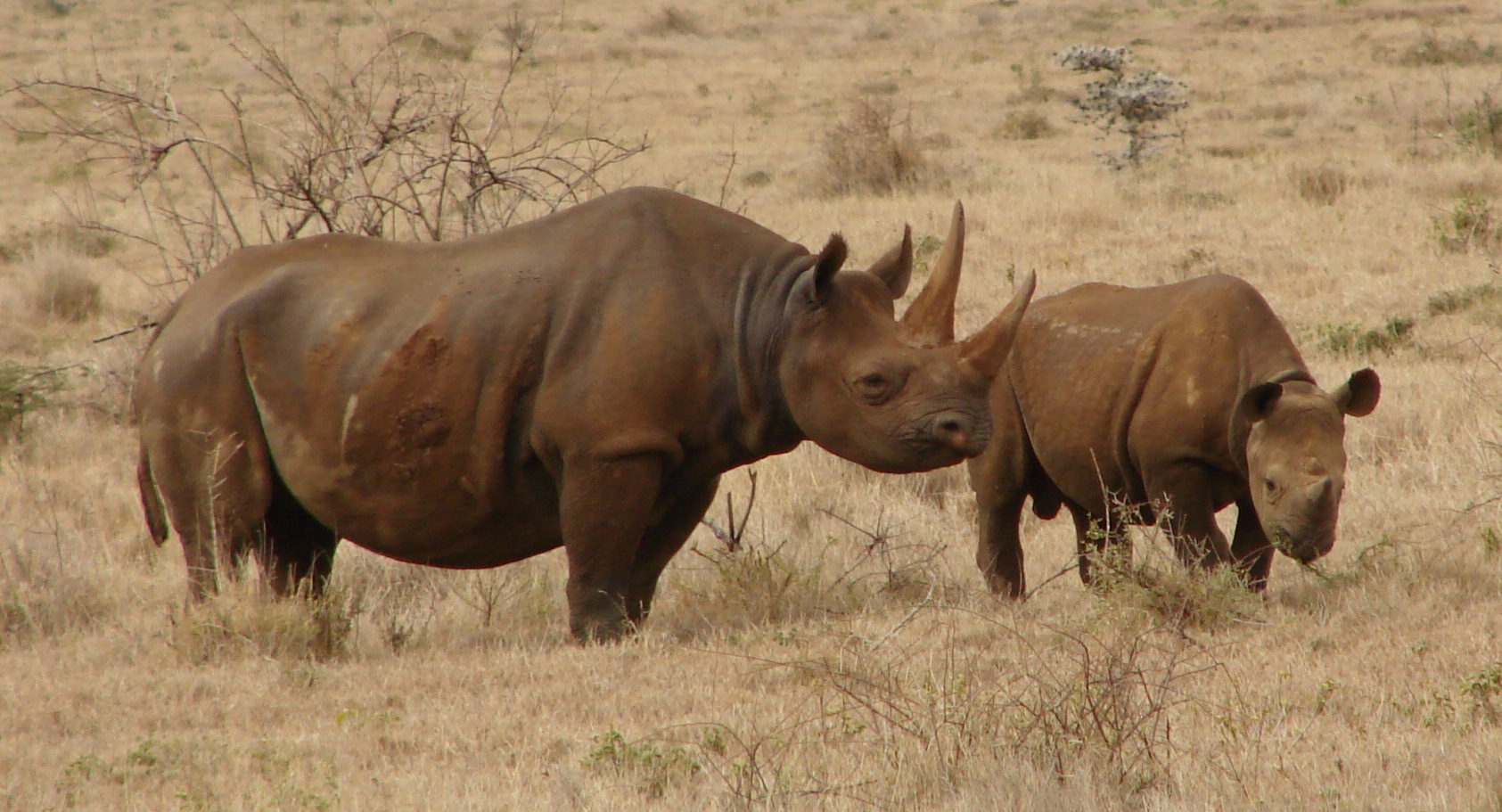
Mutter mit Jungtier

Kühe sind mit vier bis sechs Jahren geschlechtsreif, Bullen wahrscheinlich etwas früher. Abhängig von der Entwicklung der Kuh bekommt diese ihr erstes Kalb mit sieben bis acht Jahren, manchmal auch früher. In der Regel gebären Kühe alle zwei Jahre. Dieses Intervall kann abhängig vom Alter oder dem Ernährungszustand der einzelnen Tiere auch länger sein. Männliche und weibliche Spitzmaulnashörner finden nur wenige Tage während der Paarungszeit zueinander. In dieser Zeit sind Bullen äußerst aggressiv anderen Bullen, aber auch älteren Jungtieren gegenüber, so dass es zu Kämpfen mit manchmal sogar tödlichem Ausgang kommen kann. Die Paarung verläuft nach einem bestimmten Schema und ist durch ein mehrfaches Aufsitzen des Bullen auf der Kuh charakterisiert, insgesamt dauert der Geschlechtsakt bis zu 40 Minuten. Die Tragzeit wird in der Regel mit 15 Monaten (rund 450 Tage) angegeben, kann unter Umständen aber auch bis zu 18 Monate (540 Tage) andauern. Sofern die Kuh vorher schon ein Kalb hatte, wird dieses vertrieben und begibt sich manchmal in die Obhut anderer Kühe, gelegentlich akzeptiert auch ein Breitmaulnashorn ein solches. Das Muttertier selbst sucht für die Geburt eine abgelegene, meist buschige Region auf.
Das einzige Kalb hat ein Geburtsgewicht von etwa 25 bis 40 Kilogramm und ist etwa einen halben Meter hoch. In der Regel werden mehr männliche als weibliche Kälber geboren, die Sterberate der männlichen ist aber höher. Das Neugeborene kann nach drei Stunden bereits laufen und besitzt an der Stelle, an der das vordere Horn wachsen wird, bereits nach der Geburt eine etwa einen Zentimeter hohe Verdickung; die Wachstumsstelle für das zweite Horn ist nur als etwas hellerer runder Fleck markiert. Das Kalb wird etwa zwei Jahre gesäugt und von der Mutter während dieser Zeit gegen jede potenzielle Gefahr verteidigt. Beinahe ebenso lang ist die Mutter nicht in der Lage, ein weiteres Kalb zu bekommen. Das Kalb wird während dieser Zeit in höherem Gebüsch versteckt, und das Muttertier verlässt dieses meist nur zum Aufsuchen einer Wasserstelle. Nach bis zu acht Monaten erlaubt das Muttertier die Rückkehr des zuvor geborenen Kalbes. Männliche Jungbullen verlassen das Muttertier erst mit sechs oder sieben Jahren. Die Lebensdauer eines Spitzmaulnashorns kann 45 Jahre betragen, wobei Bullen durch aggressive Kämpfe häufig früher sterben. Kühe erreichen oft ein hohes Alter. Das älteste Spitzmaulnashorn in menschlicher Obhut wurde 46 Jahre alt und starb Anfang Oktober 2013 im Magdeburger Zoo.

### Interaktionen mit anderen Tierarten
Natürliche Feinde hat das Spitzmaulnashorn nicht. Lediglich Löwen und Hyänen schaffen es gelegentlich, ein Kalb zu erbeuten, wenn das Muttertier unachtsam ist. Untersuchungen im Solio-Wildreservat in Kenia ergaben für den Zeitraum 2008 bis 2009 fünf von Löwen gerissene Kälber im Durchschnittsalter von vier Monaten, ein weiteres Jungtier wurde im Alter von acht Monaten durch Raubkatzen verletzt und starb sechs Monate später. Es wurden auch Fälle beobachtet, in denen trinkende Nashörner von Flusspferden oder Krokodilen attackiert wurden – dies ist aber nicht die Regel. Anzeichen solcher Angriffe sind zerrissene Ohren oder ein fehlender Schwanz. Allgemein besitzt das Spitzmaulnashorn aber kein ausgeprägtes Fluchtverhalten gegenüber großen Beutegreifern. Mitunter kommt es auch zu Konflikten mit dem Afrikanischen Elefanten, vor allem an engen Wasserstellen, Salzlecken oder wenn ein Spitzmaulnashorn zwischen ein Jungtier und dessen Mutter gerät, die gelegentlich auch tödlich verlaufen. Häufig dulden Nashörner auch die Gesellschaft von Madenhackern und Kuhreihern, die auf ihrem Rücken sitzen und Parasiten aufpicken. Dabei wirken die Vögel für das Spitzmaulnashorn auch als Warnsignal, wenn sie bei aufziehender Gefahr aufgeschreckt davon fliegen.

### Parasiten
Häufig werden Spitzmaulnashörner von Parasiten befallen; Zecken, Magendasseln und Filarien gehören zu den häufigsten Schmarotzern. Vor allem die Filarien verursachen teils handtellergroße Wunden an den Körperflächen, die in einigen Populationen bis zu 50 % aller Individuen befallen können, Jungtiere inbegriffen. Weiterhin sind Wunden, die bei den Brunftkämpfen entstehen, ein häufiger Eiablageplatz für Fliegen; eine „Desinfizierung“ ist nur durch Suhlen im Schlamm oder Staubbäder möglich. Im Darm kommen zwei Arten der Fadenwurmgattung Quilonia (Q. parva und Q. rhinocerotis) vor, im Magen der Spulwurm Diceronema versterae.

## Systematik
Die Gattung Diceros gehört zu den Dicerotina, den zweihörnigen Nashörnern Afrikas. Die Schwestergattung ist Ceratotherium, zu der das Breitmaulnashorn zählt. Dabei stellt von den beiden Gattungen Diceros aufgrund der umfangreicheren Gebiss- und primitiveren Zahnstruktur den etwas urtümlicheren Typus dar. Laut molekulargenetischen Untersuchungen haben sich beide Gattungen bereits im Mittleren Miozän vor 17 Millionen Jahren voneinander getrennt. Andere Daten gehen von einem jüngeren Zeitpunkt aus, der bei etwa 6,8 Millionen Jahren und damit im ausgehenden Oberen Miozän liegt.
Die ursprüngliche wissenschaftliche Benennung des Spitzmaulnashorns erfolgte 1758 von Linnaeus (1707–1778) mit Rhinoceros bicornis. Der der Beschreibung zugrunde liegende Originalfund existiert aber nicht mehr. Eine sehr umfangreiche Beschreibung anhand eines Schädels aus Südafrika erbrachte der niederländische Anatom Petrus Camper 1776. Der Schädel wird heute noch in Groningen aufbewahrt. Den Gattungsnamen Diceros führte John Edward Gray 1821 ein. Im Laufe der Zeit wurden verschiedene wissenschaftliche Namen für das Spitzmaulnashorn verwendet, die teilweise auch in unterschiedlichsten Kombinationen auftreten:
- Rhinoceros bicornis Linnaeus, 1758
- Rhinoceros africanus Blumenbach, 1797
- Rhinoceros cucullatus Wagner in von Schreber 1835
- Rhinoceros keitloa Smith, 1836
- Rhinoceros ketloa Smith, 1837 (Schreibfehler für R. keitloa).
- Rhinoceros brucii Lesson, 1842
- Rhinoceros gordoni Lesson, 1842
- Rhinoceros camperi Schinz, 1845
- Rhinoceros niger Schinz, 1845
- Opsiceros occidentalis Zukowsky, 1922
- Rhinoceros kulumane Player, 1972

Die ursprünglich drei angenommenen Unterarten wurden später aufgrund von Unterschieden im Schädelaufbau auf sieben erhöht. Eine erneute Revision im Jahr 2011 listet insgesamt acht Unterarten auf, von denen aber vier ausgestorben sind:
- † D. b. bicornis (Linnaeus, 1758); Südafrika und Südliches Namibia
- † D. b. brucii (Lesson, 1842); Somalia und Äthiopien bis Sudan
- † D. b. chobiensis Zukowski, 1965; Namibia, in der Okawango-Region
- D. b. ladoensis Groves, 1967; Kenia und Sudan
- † D. b. longipes Zukowsky, 1949; das Westafrikanische Spitzmaulnashorn; Tschad bis Nigeria
- D. b. michaeli Zukowsky, 1965; das Ostafrikanische Spitzmaulnashorn; Tansania und Kenia
- D. b. minor (Drummond, 1876); das Südzentralafrikanische Spitzmaulnashorn; von Südafrika bis Kenia
- D. b. occidentalis (Zukowski, 1922); Namibia und Angola

In der Vergangenheit kam es häufig zu Verwechslungen von D. b. bicornis mit D. b. occidentalis, wobei beide zumeist als identisch betrachtet wurden. Das Missverständnis ist darin begründet, dass Colin Peter Groves in seiner Revision von 1967 D. b. occidentalis nicht berücksichtigte. Weitere Studien ergaben aber, dass beide Unterarten anhand von Schädel- und Skelettmerkmalen unterscheidbar sind. D. b. bicornis, die Nominatform des Spitzmaulnashorns, ist seit etwa 1850 ausgestorben, der heute in Südwestafrika vorkommende Vertreter gehört zu D. b. occidentalis. Hauptsächlich im Bereich des Artenschutzes wird die Nominatform aber bis heute noch geführt. Nach genetischen Analysen aus dem Jahr 2017 bestehen gegenwärtig von den 64 dokumentierten Haplotypen des Spitzmaulnashorns durch die exzessive Bejagung nur noch 20, was einen genetischen Verlust von 69 % ausmacht. Allerdings konnten die Untersuchungen auch ermitteln, dass das Westafrikanische Spitzmaulnashorn (D. b. longipes), das offiziell im Jahr 2013 für ausgestorben erklärt wurde, gemäß der Haplotypen ursprünglich bis nach Ostafrika verbreitet war und dort heute noch im Masai Mara existiert. Die Tiere dort werden aber üblicherweise dem Ostafrikanischen Spitzmaulnashorn (D. b. michaeli) zugewiesen.

## Stammesgeschichte
Die Gattung Diceros ist erstmals im Mittleren Miozän vor mehr als 10 Millionen Jahren in Afrika nachweisbar. Nach Meinung einiger Autoren ging sie aus der ihr unmittelbar vorausgehenden Gattung Paradiceros hervor, andere sehen in dieser eher eine Parallelentwicklung. Der älteste bekannte Nachweis der Gattung Diceros stammt aus Namibia und wird der Art Diceros australis zugewiesen. Es handelt sich um Funde eines Unterkiefers und mehrerer postcranialer Skelettelemente, die ein sehr großes, aber schlankes Nashorn anzeigen und in den Übergang vom Unteren zum Mittleren Miozän datiert werden; mit einer Altersangabe von rund 17 Millionen Jahren steht die ausgestorbene Nashornart sehr nah an der durch molekulargenetische Untersuchungen ermittelten Aufspaltung von Breit- und Spitzmaulnashorn, allerdings ist sie aufgrund des spärlichen Fundmaterials nicht ganz unumstritten. Die weiteren frühen Vertreter, wie Diceros primaevus, Diceros douariensis oder Diceros praecox hatten dabei eine noch etwas höhere Kopfhaltung gegenüber dem späteren Spitzmaulnashorn und wiesen teilweise ein größeres Körpergewicht auf. Außerdem lag die Orbita noch nicht so weit im hinteren Bereich des Schädels. Dabei muss die ursprünglich auf Afrika beschränkte Gattung ihr Verbreitungsgebiet beträchtlich erweitert haben, da sie im späten Miozän mit Diceros gansuensis auch in Ostasien nachgewiesen ist.
Das erste Auftreten des eigentlichen Spitzmaulnashorns Diceros bicornis ist im frühen Pliozän zu verzeichnen. Es ist dann über das Pleistozän im gesamten subsaharischen Afrika verbreitet, unter anderem tritt es mit einem vollständigen Schädel in Koobi Fora (Kenia) vor rund 2 Millionen auf, wo auch das Breitmaulnashorn überliefert ist. Dabei scheint es während dieser Zeit kaum innerartliche anatomische Veränderungen durchlaufen zu haben und ist damit eine der beständigsten Arten in der afrikanischen Savanne. Allerdings wird angenommen, dass die deutliche Spezialisierung auf überwiegend weiche Pflanzennahrung erst mit der Art Diceros bicornis vollständig ausgeprägt war, während die älteren Arten eher gemischte Kost bevorzugten.

## Spitzmaulnashorn und Mensch

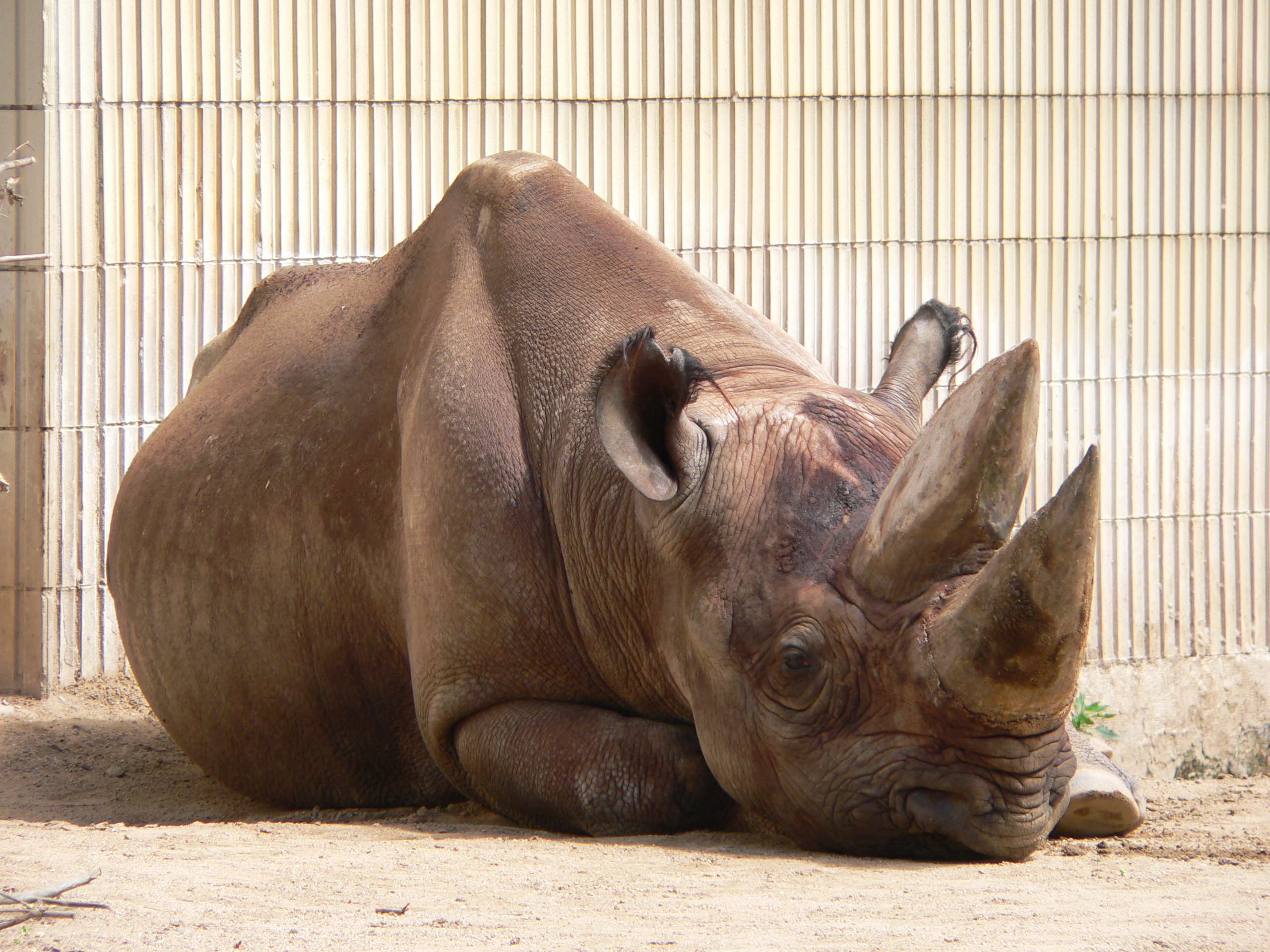
Südzentralafrikanisches Spitzmaulnashorn (Diceros bicornis minor) im Frankfurter Zoo

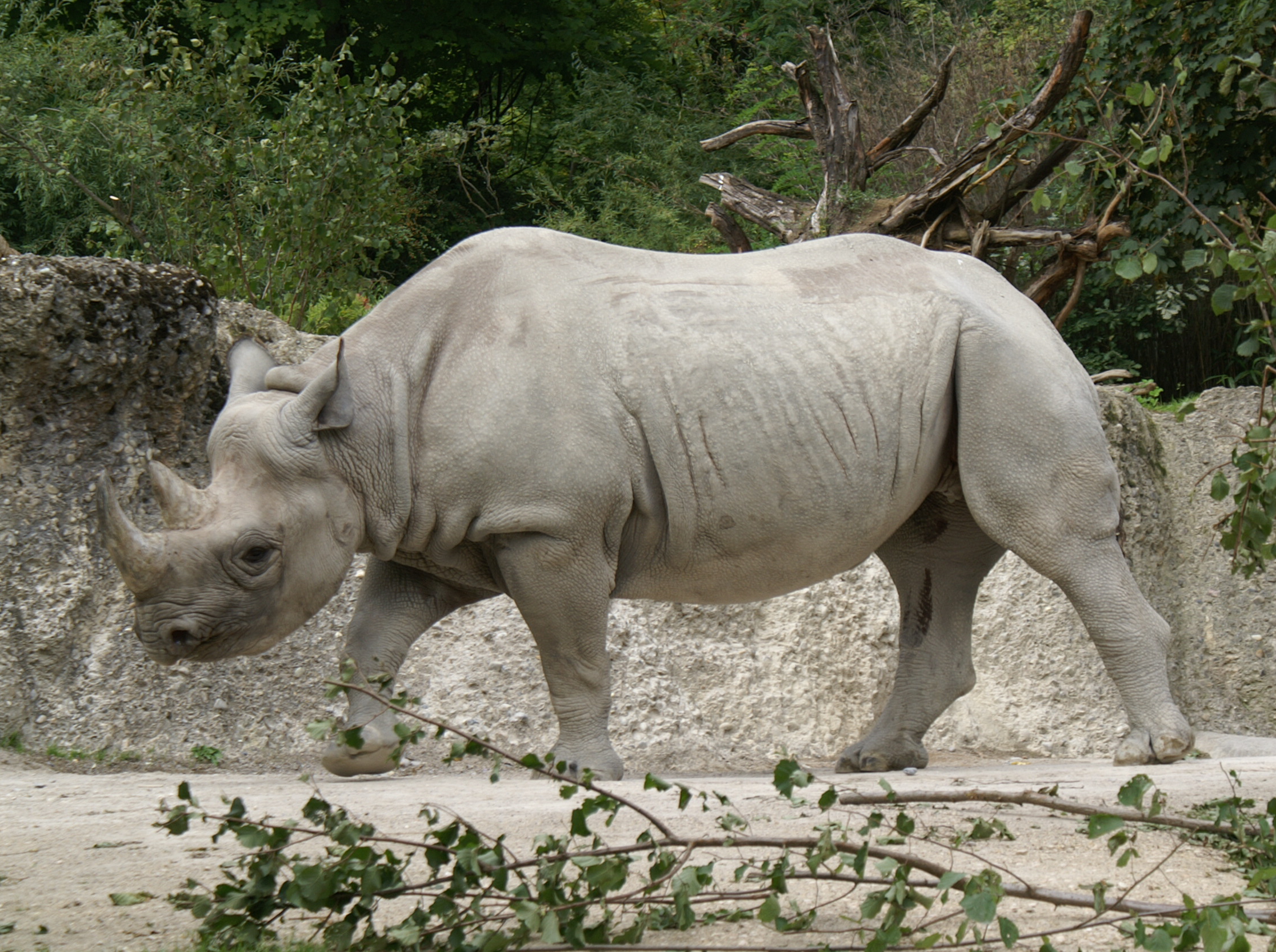
Ostafrikanisches Spitzmaulnashorn (Diceros bicornis michaeli) im Zürcher Zoo

Die Gefährlichkeit von Nashörnern ist meistens sehr übertrieben dargestellt worden. Ein nahender Mensch wird über den Geruchssinn wahrgenommen. In so einem Fall ergreift das Nashorn meistens die Flucht. Nur wenn der Wind ungünstig steht und das Nashorn überrascht wird, greift es an. Sein Verhalten gilt allgemein als unvorhersagbar, so dass es auch bei scheinbar friedlichen Tieren zu plötzlichen Angriffen kommen kann. Flieht der Mensch, dreht das Nashorn gelegentlich noch ab. Wenn es allerdings den Angriff zu Ende führt, kann es einen Menschen mit dem Horn hochschleudern und ihm dabei schwere Verletzungen zufügen.
Vor allem wegen der angeblichen Heilkraft des Horns in der traditionellen chinesischen Medizin (TCM) und des in manchen Ländern verbreiteten Glaubens an die potenzsteigernde Wirkung des Horns wurde das Spitzmaulnashorn durch Wilderei an den Rand der Ausrottung gebracht. Außerdem gilt ein Dolch aus dem Horn des Spitzmaulnashorns im Jemen als ein Männlichkeitssymbol; Mitglieder der jemenitischen Oberschicht zeigen sich bereit, selbst höchste Preise für illegal importierte Nashorndolche zu zahlen. Wilderei ist zwar in Ostafrika wegen schwerer Strafen ein großes Risiko, aber die immensen Preise, die Käufer in Ostasien und Jemen für die Hörner zu zahlen bereit sind, machen sie dennoch zu einem lohnenden Geschäft. Um die Nashornjagd für Wilderer unattraktiv zu machen, sind Wildhüter in manchen Gegenden sogar dazu übergegangen, die Nashörner zu betäuben und ihnen die Hörner abzuschneiden, eine Prozedur, die für die Tiere keine schmerzhaften Folgen hat, da Hörner wie Fingernägel nicht aus lebenden Zellen bestehen. Aber auch diese Methode brachte nicht den gewünschten Erfolg: Wilderer, die ein Nashorn ohne Horn aufspürten, erschossen es trotzdem, um nicht später wieder seiner Spur zu folgen. Zeitweise ging man sogar dazu über, einige Spitzmaulnashörner rund um die Uhr von bewaffneten Wildhütern bewachen zu lassen.
Neben den freilebenden Tieren gehört das Spitzmaulnashorn zum Bestand der meisten größeren Zoos der Welt. Die meisten dieser Tiere sind Wildfänge, die bereits als Jungtiere in Afrika gemacht wurden. Dabei war es bis weit in die 1970er Jahre üblich, die Mutter der Tiere zu erschießen, damit man die Jungtiere einfangen konnte. Eine erfolgreiche Zucht von Spitzmaulnashörnern gelang erstmals 1941 im Tiergarten von Chicago; 1956 wurde das erste „europäische“ Jungtier in Frankfurt am Main geboren. Der Zoologische Garten Berlin erlangte durch die regelmäßige Aufzucht Weltruhm.
Im November 2023 konnte im Zoo von Chester, England, UK die Geburt eines Kalbs beobachtet und gefilmt werden, da sie ausnahmsweise am Tag stattfand.

## Gefährdung
Durch die Jagd wurde das Spitzmaulnashorn schon sehr früh immer seltener. In Südafrika wurde bereits 1853 das vermeintlich letzte Spitzmaulnashorn geschossen. Von der Unterart D. b. occidentalis wurden in Südafrika 2001 nur 50 und 2003 nur 71 Tiere gezählt, während in Namibia 2003 der Bestand 1238 Exemplare betrug. Der Bestand von D. b. occidentalis nimmt zu, die International Union for Conservation of Nature and Natural Resources (IUCN) gab 2008 die Zahl geschlechtsreifer Exemplare mit weniger als 1000 an und stuft die Unterart als „gefährdet“ (Vulnerable) ein.
In den Steppen südlich der Sahelzone wurde das Spitzmaulnashorn ebenfalls am Ende des 19. Jahrhunderts weitgehend ausgerottet. Das Westafrikanische Spitzmaulnashorn (D. b. longipes) listet die IUCN als „vom Aussterben bedroht, möglicherweise ausgestorben“. Während 2003 noch von möglicherweise 5 Exemplaren ausgegangen wurde, fanden sich bei einer Suche 2006 keine Exemplare der Unterart, und man kam zu dem Schluss, dass die Unterart „aller Wahrscheinlichkeit nach“ ausgestorben ist. Am 28. März 2013 erklärte die IUCN das Westafrikanische Spitzmaulnashorn für in der Natur ausgestorben.
In den 1960ern verschwanden auch die ostafrikanische (D. b. michaeli) und die südzentralafrikanische Unterart (D. b. minor) durch zunehmende Wilderei aus weiten Teilen ihres Verbreitungsgebiets. Die IUCN stufte das Spitzmaulnashorn hiernach als gefährdet ein, später als bedroht und schließlich als stark bedroht. Trotzdem wurde es selbst noch zu einer Zeit, als Schutzmaßnahmen für andere Wildtiere längst griffen, immer seltener. 1970 gab es noch geschätzte 65.000 Spitzmaulnashörner, 1980 waren es bereits nur noch 15.000 Individuen, 1990 etwa 3.000, und 1995 war der Bestand schließlich auf nur noch 2.500 Tiere gefallen. In der Zentralafrikanischen Republik gab es noch 1980 einen gesunden Bestand von 3.000 Nashörnern, der binnen weniger Jahre restlos ausgerottet wurde.
Wurde im Jahr 2010 in Afrika ein Bestand von 4.800 Spitzmaulnashörnern gezählt, stieg dieser bis zum Jahr 2024 auf 6420 Individuen an (unter anderem im Addo Elephant Park, Kruger-Nationalpark, Etoscha-Nationalpark, Hwange National Park, Mana Pools, Südluangwa, Serengeti und in den Nationalparks Tsavo-Ost und Tsavo-West) registriert. Vor allem die Populationen in Südafrika und Namibia tragen zum Gesamtbestand bei, da in den dortigen Nationalparks Schutzmaßnahmen wirklich greifen und damit der Bestand des Spitzmaulnashorns wieder wächst, seit dem Tiefststand des Bestandes von 1995 konnte bis 2014 ein Gesamtanstieg von 4,5 Prozent verzeichnet werden. Allerdings wurde auch dort eine Zunahme der Wilderei festgestellt, der allein im Jahr 2010 über 300 Breit- und Spitzmaulnashörner zum Opfer fielen. Insgesamt wird das Spitzmaulnashorn von der IUCN als „vom Aussterben bedroht“ (Critically Endangered) eingestuft.

## Etymologie
Der Name „Schwarzes Nashorn“ ist eine Entlehnung aus dem Englischen, wo es als „black rhinoceros“ bezeichnet wird und das Gegenstück zum „white rhinoceros“, dem Breitmaulnashorn, bildet. Beide Nashornarten sind aber anhand ihrer Hautfarbe nicht zu unterscheiden. Bis Anfang des 19. Jahrhunderts wurde das Spitzmaulnashorn als Afrikanisches Nashorn bezeichnet, da es die einzige in Europa bekannte Nashornart von diesem Kontinent war. Als der britische Naturforscher William John Burchell (1782–1863) im Jahr 1812 in Südafrika das Breitmaulnashorn entdeckte und 1817 nach seiner Rückkehr nach Europa als Rhinoceros simus bezeichnete, benutzte er aber keine Namensübersetzung für diese Tierart.
Das erste Aufkommen der Bezeichnung „weißes“ Nashorn erfolgte bereits Ende des 18., Anfang des 19. Jahrhunderts, ebenfalls in Südafrika. Dort erlegten englische Jäger mehrere Exemplare des ihnen damals unbekannten Breitmaulnashorns und bezeichneten es als „white“, obwohl sie in ihren Berichten die graue Hautfarbe ausdrücklich erwähnten. Wie diese irreführende Namensgebung letztendlich zustande kam, ist unklar, es existieren mindestens zehn verschiedene Theorien darüber. Die am häufigsten vertretene ist die einer Fehlübersetzung des Begriffes wijd oder wyd aus dem Afrikaans, wo dies „breit“ bedeutet, aber aufgrund des gleichartigen phonetischen Klangs zum englischen Wort „white“ mit „weiß“ übersetzt wurde. Geklärt ist diese Frage bis heute nicht, erstmals verwendet wurden die Bezeichnungen „schwarzes Nashorn“ und „weißes Nashorn“ zur Unterscheidung von Spitz- und Breitmaulnashorn 1838.
Die deutschen Benennungen Breit- und Spitzmaulnashorn beziehen sich dagegen auf die Ausbildung der Maulpartie und sollten daher bevorzugt werden. Das Spitzmaulnashorn hat eine zum Greifen befähigte spitz nach vorn gezogene Oberlippe, während das Breitmaulnashorn eine flache und breite Lippe hat. Diese Merkmale stellen Anpassungen an die unterschiedliche Ernährungsweise der beiden Nashornarten dar.